# Хорватская грекокатолическая церковь
Хорватская грекокатолическая церковь (лат. Ecclesia Graeco-Catholica Croatiae, Хорватская византийская католическая церковь, Епархия Крижевец) — одна из восточнокатолических церквей, придерживающихся византийского обряда, то есть принадлежащая к числу грекокатолических церквей. Исторически верующие хорватской грекокатолической церкви принадлежали Крижевицкой епархии с центром в городе Крижевцы (Хорватия). В 2003 году из Крижевицкой епархии был выделен апостольский экзархат Сербии и Черногории.

## История
Первые грекокатолические приходы на территории Хорватии начали появляться в конце XVI — начале XVII веков. Они состояли из сербов, бежавших от турецкого ига на территорию Габсбургской империи, обратившихся в католицизм, но сохранивших византийский обряд богослужения. Впоследствии этнический состав грекокатолических общин стал более разнообразным: хорваты, сербы, а также мигрировавшие и переселенные с Карпат на Балканы русины и украинцы.
В 1611 году был назначен подчинённый латинскому епископу Загреба викарий для грекокатоликов Хорватии, чья резиденция находилась в монастыре Марча, рядом с Иванич-Градом (на юго-восток от Загреба). В 1777 году папа Пий VI учредил Крижевицкую грекокатолическую епархию. Ввиду напряжённых отношений хорватских грекокатоликов с латинским клиром первоначально крижевицкий епископ стал суффраганом примаса Венгрии, лишь в 1853 году он был переподчинён загребскому архиепископу.
После окончания Первой мировой войны и возникновения королевства Югославия юрисдикция епархии Крижевцев была распространена на территорию всей страны. После ликвидации в 1924 году апостольского экзархата для грекокатоликов Македонии македонские общины византийского обряда также вошли в Крижевицкую епархию. С этого момента и до конца XX века епархия объединяла грекокатоликов пяти различных этнических групп — хорватов и сербов; русинов, переехавших в XVIII веке с Карпат (главным образом из Словакии); украинцев, эмигрировавших из Галиции; македонских грекокатоликов; а также небольшое количество румын в югославском Банате.
После распада Югославии и появления на её территории новых независимых государств структура Крижевицкой епархии была реорганизована. В 2001 году была воссоздана отдельная Македонская грекокатолическая церковь, а в 2003 году организован независимый апостольский экзархат Сербии и Черногории, в 2018 году получившим статус епархии. Сама Крижевецкая епархия ныне объединяет только приходы на территории Хорватии и несколько приходов эмиграции (главным образом, в США).
По данным Annuario Pontificio за 2016 год в Крижевицкой епархии 46 приходов, 32 священника и 21,3 тысяча верующих. Крижевицкую епархию с 1983 по 2009 год возглавлял епископ Славомир Микловш, с 25 мая 2009 по 18 марта 2019 года — Никола Кекич (Nikola Kekić).